# X-53 Active Aeroelastic Wing
X-53 Active Aeroelastic Wing (AAW, angleško aktivno aeroelastično krilo)  je trenutni raziskovalni projekt, ki ga skupaj izvajajo Raziskovalni laboratorij Vojnega letalstva (AFRL), Boeing Phantom Works in Nasino Drydenovo letalsko raziskovalno središče. Pri projektu preskušajo nove tehnološke prijeme na prilagojenem letalu McDonnell Douglas F/A-18 Hornet, z oznako X-53.